# 神野瀬発電所
神野瀬発電所（かんのせはつでんしょ）は、広島県三次市君田町にある中国電力の水力発電所。
高暮ダムなどで集めた江の川水系の神野瀬川と竹地谷川などの水を利用して発電している。
- 発電開始 昭和20年2月(1945年)。
- 形式 ダム水路式。
- 出力 20,000kW。
- 使用水量 20.00m3/s。
- 落差 121.08m。